# The Elders (groupe)
Pour les articles homonymes, voir The Elders.
The Elders, anciennement The Elderberries, est un groupe de rock français, originaire de Clermont-Ferrand. Il est formé par le chanteur Chris Boulton, le guitariste Tom Pope et le bassiste Jamie Pope, tous trois anglais, le guitariste canadien Ryan Sutton, et le batteur français Yann Clavaizolle. Le guitariste Mike Pougehon les rejoint par la suite.
Le groupe signe notamment en 2007 la bande originale du film Hellphone de James Huth, et sortent la même année leur premier album, Nothing Ventured, Nothing Gained. Le groupe se fait rapidement connaître du grand public pour son énergie sur scène et son style proche de groupes des années 1970 tels que AC/DC ou Led Zeppelin.

## Biographie
Fils d'expatriés, Chris, Jamie et Tom (trois anglais) et Ryan (canadien) se rencontrent au lycée Massillon à Clermont-Ferrand dans une section internationale. Commençant le groupe sans batteur, The Elderberries ont fait quelques concerts pour les élèves, reprenant des morceaux de The Hives, AC/DC, Black Sabbath, et les Ramones. Yann, qui à l'époque n'avait pas de groupe, est venu les voir lors d'un concert à l'école et s'est proposé en tant qude batteur. Avec une formation complète, le groupe reprend notamment du Led Zeppelin ou Creedence Clearwater Revival et compose ses premiers morceaux. Fils de Denis Clavaizolle (J.L. Murat, Daniel Darc), le groupe est encadré dès un très jeune âge par celui-ci, ce qui leur a permis d'accélérer leur développement musical et professionnel. 
Sous le label Sophiane, le groupe sort un premier single, Double Demons, en 2004, qui est bien accueilli dans L'indé 30 de la station radio Le Mouv'. Lors d'un concert pour la fête de la musique à Clermont-Ferrand, The Elderberries signent un contrat avec NoPhono, un sous-label de Discograph. Le label sort ainsi un premier EP, The Little House, en 2006. Préparant un premier album, Nothing Ventured, Nothing Gained, produit par Denis Clavaizolle, le groupe rencontre le réalisateur James Huth lors d'un concert à Paris, qui a ainsi proposé au groupe de signer la bande-son de son film Hellphone. Prenant des morceaux de l'album déjà en préparation, mais aussi en composant des morceaux spécifiquement pour le film, le groupe reçoit une exposition nationale avant de sortir l'album. Nothing Ventured, Nothing Gained est publié parallèlement au film, et reçoit une critique généralement positive de la presse musicale,.
Suivant une tournée de près de 80 dates, The Elderberries se remettent à la composition pendant l'été 2008, prenant presque un an pour finir leur deuxième album, Ignorance and Bliss. L'album, moins typé rock classique des années 1970 et plutôt partant dans le stoner/power pop, est également bien reçu par la presse, notamment grâce au single It Doesn't Really Matter. L'album, enregistré aux studios Sophiane et Palissy à Clermont-Ferrand, produit par Denis Clavaizolle et mixé par Steve Orchard (U2, Travis, Coldplay) au studio Strongroom à Londres, a un son plus produit et moderne que Nothing Ventured Nothing Gained. En novembre 2009, le groupe sort Ignorance and Bliss Revisited, composé des morceaux du deuxième album entièrement ré-enregistré en acoustique avec un orchestre. Ils essayent également de s'exporter aux États-Unis.
En mars 2011, le groupe sort un 45 tours suivi d'une tournée française en préparation de l'enregistrement de leur troisième album, The Elderberries, qui sort en avril 2012. En 2015, le groupe décide de se renommer The Elders, du surnom que la scène musicale leur donnait, et de retourner à un son inspiré des années 1970, en reprenant des titres de David Bowie, des Who, de Neil Young, des Rolling Stones ou de T. Rex.

## Membres
- Chris Boulton - chant
- Ryan Sutton - guitare
- Jamie Pope - basse
- Tom Pope - guitare
- Yann Clavaizolle - batterie
- Mike Pougehon - guitare

## Discographie

### Albums studio
- 2007 : Nothing Ventured, Nothing Gained
- 2009 : Ignorance and Bliss
- 2009 : Ignorance and Bliss|Ignorance and Bliss Revisited
- 2012 : The Elderberries

### EP
- 2004 : Double Demons (2 titres)
- 2006 : MC1: Back In Clermont Ferrand (compilation)
- 2006 : The Little House (EP)
- 2007 : Hellphone (BO)
- 2007 : Nothing Ventured, Nothing Gained
- 2009 : It Doesn't Really Matter (2 titres)
- 2009 : Ignorance and Bliss
- 2009 : Ignorance and Bliss Revisited
- 2011 : You Should Have Known/Holy Roller (45 tours)
- 2015 : The Elderberries